# География на Австрия
Австрия е държава, разположена в южната част на Централна Европа.

## Географско положение, граници, големина
Австрия е страна, разположена в южната част на Централна Европа, заемаща обширни райони от Източните Алпи и северозападната част на Среднодунавската низина. На запад граничи с Швейцария (дължина на границата 168 km) и Лихтенщайн (35 km), на северозапад с Германия (815 km), на север с Чехия (368 km), на изток със Словакия (115 km) и Унгария (356 km) и на юг със Словения (330 km) и Италия (415 km). В тези си граници площта на страната възлиза на 83 879 km². Тя е без излаз на море. Корабоплаването по река Дунав предвижда свободен достъп до Черно море.
Територията на Австрия се простира между 46°22′ и 49°01′ с.ш. и между 9°32′ и 17°10′ и.д. Крайните точки на страната са следните:
- крайна северна точка – (49°01′14″ с. ш. 15°01′14″ и. д. / 49.020556° с. ш. 15.020556° и. д.), на границата с Чехия.
- крайна южна точка – (46°22′20″ с. ш. 14°33′50″ и. д. / 46.372222° с. ш. 14.563889° и. д.), в Савинските Алпи, на границата със Словения.
- крайна западна точка – (47°16′13″ с. ш. 9°31′53″ и. д. / 47.270278° с. ш. 9.531389° и. д.), на десния бряг на река Рейн, на границите с Швейцария и Лихтенщайн.
- крайна източна точка – (48°00′24″ с. ш. 17°09′40″ и. д. / 48.006667° с. ш. 17.161111° и. д.), на границите със Словакия и Унгария.

## Релеф
Австрия е планинска страна – 62,8% от територията ѝ е заета от младите нагънато-блокови хребети на Източните Алпи, съставени от две паралелно простиращи се вериги – северна и южна. Осовата зона на планините с планинско-ледникови форми на релефа на запад се издига над 3300 – 3500 m (максимална височина връх Гросглокнер 3798 m), а на изток се снижава до 2400 m. Снежната граница се намира средно на височина 2500 – 2800 m. Някои от върховете са увенчани с ледници (Пастерце, дължина 10,2 km). На юг и север осовата верига на Източните Алпи е ограничена от по-ниски хребети, отличаващи се със своите стръмни склонове, силна разчлененост и развитие на карстови форми. Покрай северната периферия на Алпите, от западната граница на Австрия на запад до възвишението Виенска гора на изток се простират нископланински местности, изградени от флишеви скали. Като цяло за Източните Алпи в пределите на Австрия са характерни големите надлъжни долини на реките Ин, Залцах, Енс и др., а в източните предпланински части са характерни котловините – Грацка, Клагенфуртска и др. На изток е разположена хълмистата Щирийско-Бургенландска равнина, спускаща се на север към Виенския басейн и явяваща се крайна северозападна част на Среднодунавската низина. На север и североизток се намират хълмистите и ниски (400 – 900 m) планински масиви Мюлфиртел, Валдфиртел, Вейнфиртел и др., съставляващи южната ограда на кристалинния Чешки масив. Между тези масиви и Източните Алпи е разположена ивица от равнини (Инфиртел, Ваграм и др.) с няколкото надзаливни тераси на река Дунав.

## Геоложки строеж, полезни изкопаеми
Близо до южните граници на страната, покрай река Гайл (десен приток на Драва), се простира главният разлом, отделящ вътрешната (осова) зона на Алпите (Ретийски Алпи, Висок и Нисък Тауерн, Щирийски Алпи и др.) от южния им склон. Последният включва в пределите на Австрия северния склон на Карнийските Алпи, които са изградени от палеозойски и триаски формации. Вътрешната зона на Източните Алпи е изградена от древни кристалинни шисти и палеозойски формации, разположени над триаско-юрски метаморфозирани блестящи шисти и основни вулканити, издигащи се сред по-древните скали в Енгадин и Висок Тауерн. Северно се простира ивица от палеозойски шисти и пясъчници (грауваки), а след това триаски и юрски варовици, образуващи многочислените източноалпийски покривки, които на север са разположени върху следващата силно стеснена зона от кредни флишови скали. В предпланините на територията на Австрия се намира част от Предалпийската крайна синклинала, запълнена с неогенова моласа. Покрай левия бряг на Дунав се простират ниските планини Вайнсбергервалд, изградени от палеозойски гранити и докамбрийски кристалинни шисти, които съставляват южната ограда на Чешкия масив. Източната част на Австрия е привързана към териториите на младите падини на Виенския басейн (Малката Унгарска падина и падината Грац), запълнени с дебели неогенови наслаги.
По-важните полезни изкопаеми на Австрия са: нефт и газ във Виенския басейн, магнезит в Щирийските Алпи, кафяви въглища в Щирия и Горна Австрия. Има и малки находища на железни (планината Ерцберт и в района на Айзенерц) и оловно-цинкови (Клагенфурт, Блайберг) руди, графит, каменна сол. Минерални извори бликат в Баден, Бад Ишъл и др.

## Климат
Климатът в равнините и предпланинските райони е умерено-континентален, а на запад е по-влажен. Средната януарска температура е от -1 °С до -4 °С, а средната юлска – от 15 °С до 18 °С. Годишната сума на валежите варира от 500 – 900 mm в равините до 1500 – 2000 mm в планините. По наветрените северозападни склонове падат повече валежи, зимата е по-мека, а лятото по-прохладно и влажно, отколкото по подветрените югоизточни планински склонове. Снегът в планинските райони се задържа до 7 – 8 месеца.

## Води
Реките на Австрия принадлежат към три водосборни басейна: Дунавски водосборен басейн (80 566 km², 96% от нейната територия), Рейнски водосборен басейн (2366 km², 2,8%) и водосборния басейн на река Елба (919 km², 1,1%). Към водосборния басейн на Дунав се отнасят реките Драва, Ин, Мура, Морава, Енс, Раба, Залцах и др. На запад, по границата с Швейцария преминава малък участък от горното течение на река Рейн, заедно с двата си десни притока Ил и Брегенцерахе. На север в близост до границата с Чехия протичат горните течения на реките Лайнзиц и Малше от басейна на река Елба. Планинските реки на Австрия се отличават с големи наклони и бързи течения и притежават значителни енергоресурси. За тях е характерен алпийски режим на оттока – с лятно пълноводие и рязко изразено зимно маловодие.
В Австрия има около 580 езера, предимно с ледников произход. Те са особено много в северните предпланински части на Алпите (Атерзе, Траунзе, Мондзе, Халщетерзе и др.). На границата с Германия и Швейцария се намира голямото Боденско езеро, а на границата с Унгария – езерото Нойзидлер Зе.

## Почви, растителност, животински свят
Равнинните и нископланински части на Австрия са заети от тревисто-подзолисти и кафяви горски почви, а на югоизток – черноземни почви, развити върху льосови наслаги, които са силно излужени и оподзолени. В планините са развити планински кафяви горски, планински кафяви рендзини, планинско-подзолисти и планинско-ливадни почви. Естествената растителност е предимно горска и заема около 38% от територията на страната. Районите на височина до 600 – 800 m са заети предимно със селскостопански имоти с отделни дъбови, букови и ясенови масиви, а нагоре горите образуват непрекъснат пояс. На височина около 1400 m се появяват иглолистни видове, като смесените (бук, ела, бор) и иглолистните (смърч, бор) гори се изкачват до 1800 m, а нагоре се сменят със субалпийски видове – планински бор, хвойна и кедров клек. От 2000 m нагоре следват алпийските пасища, които достигат до 2700 – 3000 m н.в. Изсичането на горите през вековете и обработването на земеделските земи са довели до пълното или частично изтребване на някои разпространени по-рано животински видове. В горската зона, предимно в охраняемите паркове и резервати (Висок Тауерн, Гросглокнер и др.) са се съхранили редки за Европа животни: благороден елен, лос, сърна, кафява мечка, дива свиня, планински орел. По най-високите части се срещат алпийски мармот, кошута, каменен козел и др.